# Newburg (Missouri)
Newburg é uma cidade localizada no estado americano de Missouri, no Condado de Phelps.

## Demografia
Segundo o censo americano de 2000, a sua população era de 484 habitantes.
Em 2006, foi estimada uma população de 477, um decréscimo de 7 (-1.4%).

## Geografia
De acordo com o United States Census Bureau tem uma área de
1,6 km², dos quais 1,6 km² cobertos por terra e 0,0 km² cobertos por água. Newburg localiza-se a aproximadamente 208 m acima do nível do mar.

## Localidades na vizinhança
O diagrama seguinte representa as localidades num raio de 28 km ao redor de Newburg.